# أنجيليك مونجيه
أنجيليك مونجيه (بالفرنسية: Angélique Mongez)، واسمُها عند الميلاد ماري-جوزيفين-أنجيليك لو فول، رسامةٌ فرنسية من تيار الكلاسيكية الجديدة في أوائل القرن التاسع عشر. تتلمذتْ في مطلع تسعينيات القرن الثامن عشر في مرسم النساء لدى جان باتيست رينولت ثم أصبحت من تلامذة جاك لويس دافيد، وعرضت أعمالها بانتظام في صالونات باريس بين عامي 1802 و1827. وتُعَدّ – وفق دراسات المتحف الوطني لفنون النساء – أولَ فرنسية «تطالب على نحوٍ كامل بلقب رسّامة تاريخ». وثّق جاك لويس دافيد صداقة العائلة في لوحة مزدوجة عام 1812 تُعرض اليوم في متحف اللوفر بعنوان «بورتريه أنطوان مونجيه وزوجته أنجيليك مونجيه».

## السيرة والتعليم
دخلت مونجيه «مرسم النساء» لدى جان-باتيست رينولت في أوائل تسعينيات القرن الثامن عشر، ثم صارت تلميذة مباشرة لجاك-لويس دافيد وحافظت على صلة وثيقة به طوال مسيرتها؛ وقد نَسخت بعض أعماله بطلبٍ منه ووقّعت إحدى لوحاتها عام 1806 بعبارة «تلميذة دافيد». كما تشير مراسلات معاصرة إلى تقدير دافيد لمهارتها في نسخ أعماله، وإلى استمرار عرضها لوحات التاريخ الكبرى في صالونات باريس حتى 1827.

## المعارض والاستقبال النقدي
قدّمت مونجيه ظهورها الأول في صالون 1802 بلوحة «أستيانكس يُنتزع من حضن أمه» المأخوذة من تراجيديا نساء طروادة، ثم نالت ميدالية ذهبية في صالون 1804 عن «الإسكندر يرثي وفاة زوجة داريوس». خلال مسيرتها واجهت استقبالًا نقديًا متباينًا؛ فقد قارن بعض النقاد أعمالها بأعمال أستاذها دافيد، فيما رأى آخرون في تجربتها دليلًا على قدرة النساء على النجاح في «لوحة التاريخ» ذات المكانة الأكاديمية الأعلى. وكانت موضع سجال خاص بسبب تضمينها العُري (لا سيما العاري الذكوري) في بعض اللوحات، وهو ما تحدّثت عنه مراجعات معاصرة وحديثة على السواء.

## أعمال مختارة
- «أستيانكس يُنتزع من حضن أمه» (بالفرنسية: Astyanax arraché des bras de sa mère) – معروضة في صالون 1802.[2]
- «الإسكندر يرثي وفاة زوجة داريوس» (1804) – نالت عنها ميدالية ذهبية في الصالون.[2]
- «ثيسيوس وبيريثوؤس يطهّران الأرض من اللصوص ويحرّران امرأتين من خاطفيهما» (بعد 1806) – نسخة/صيغة معروفة في مجموعات معهد الفنون في مينيابولس.[6]
- «المريخ وفينوس» (Mars et Vénus) – نسخة عام 1841 عن لوحة أُرسلت إلى صالون 1814؛ تحفظها اليوم متاحف أنجيه بفرنسا.[2][7]
- «السبعةُ القادة أمام طيبة» (Les Sept chefs devant Thèbes) – مُنجَزة 1826 ومُعرَضة في صالون 1827؛ ضمن محفوظات متاحف أنجيه (رقم الجرد MBA J 140 (J1881)P).[8]

## أعمالها في صور
تُصوِّر لوحة دافيد المزدوجة (1812) أنجيليك مع زوجها أنطوان مونجيه، وهي شاهد بصري على مكانتهما في محيط دافيد الفنّي وتُعرض في اللوفر. كما برزت لوحة المريخ وفينوس (1841) محورًا بصريًا في قاعة رئيسية من معرض «رسامات: 1780–1830» بباريس، وقد وصفها النقاد المعاصرون بحجمها الكبير وصلتها بإرسال 1814.